# Löwenberger Land
Löwenberger Land est une commune de Brandebourg (Allemagne), située dans l'arrondissement de Haute-Havel.

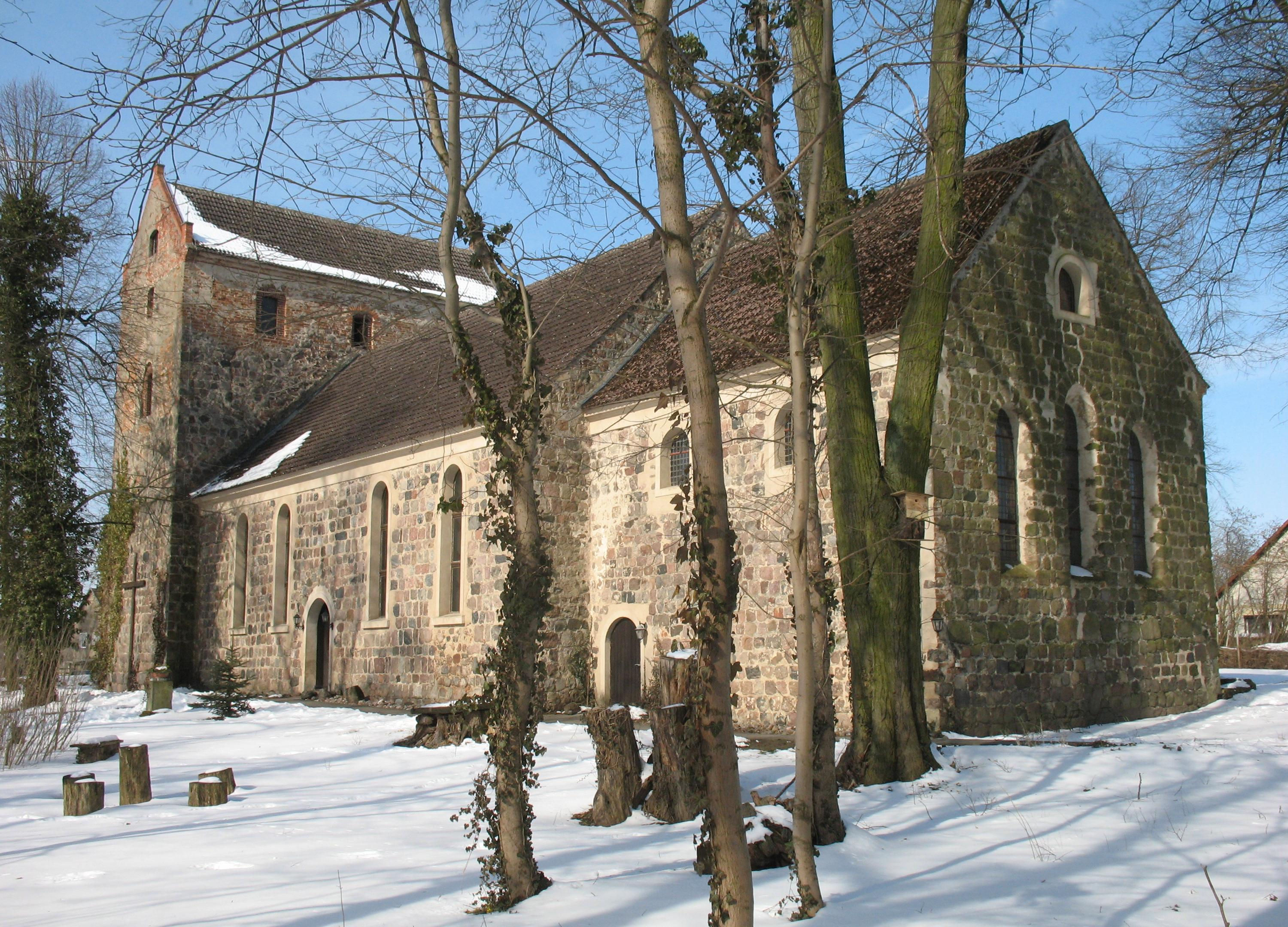
Église à Löwenberg
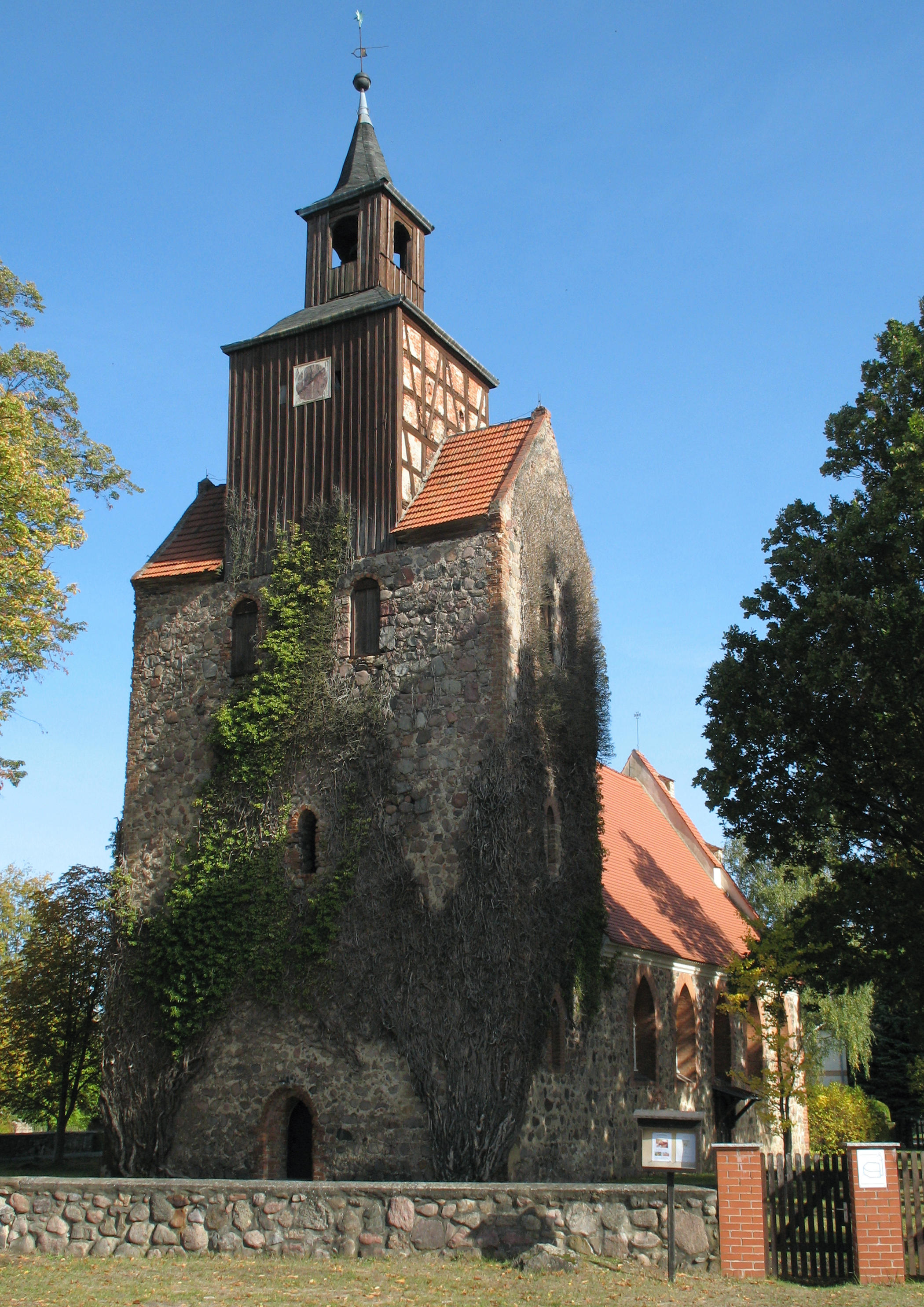
Église à Falkenthal
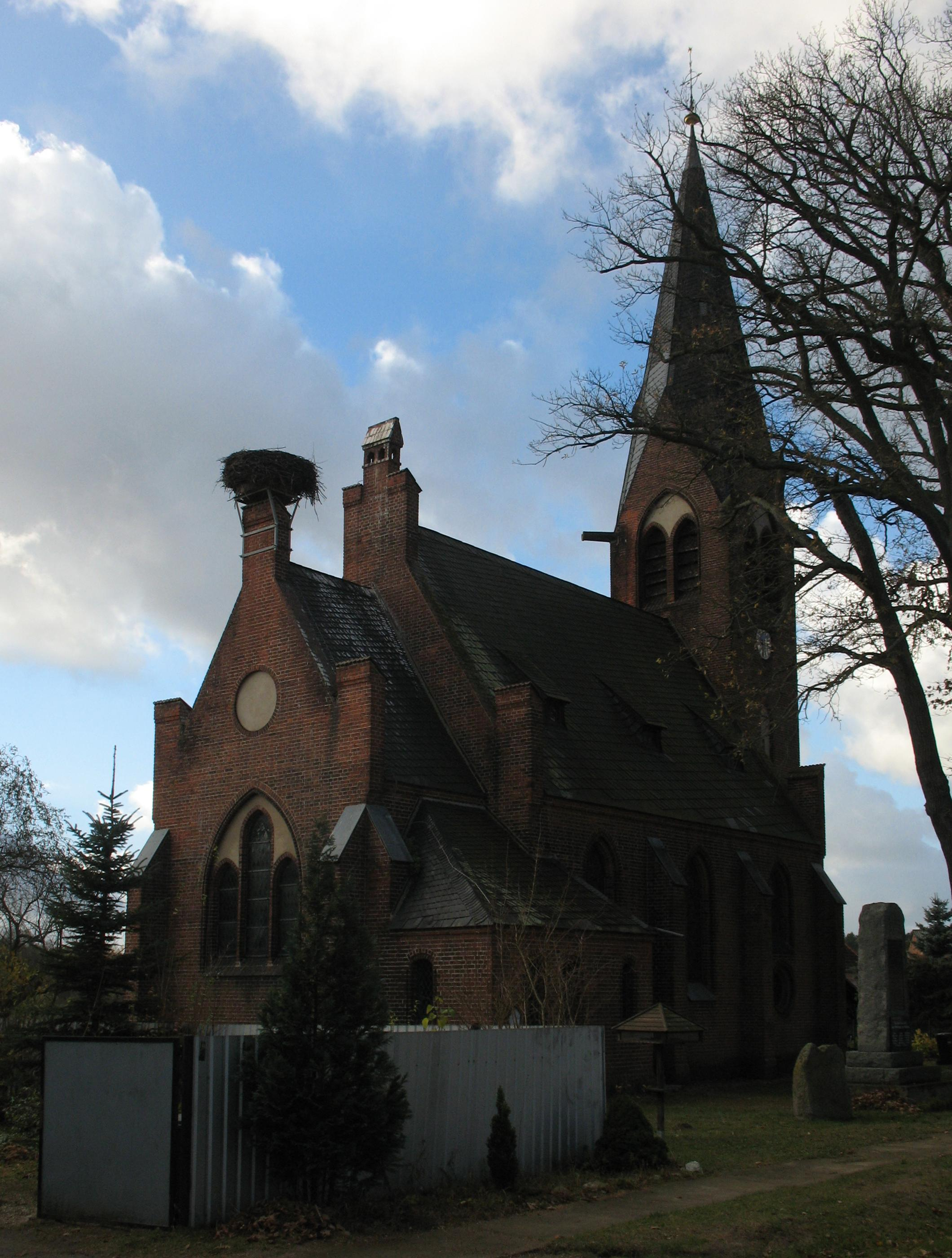
Église à Glambeck
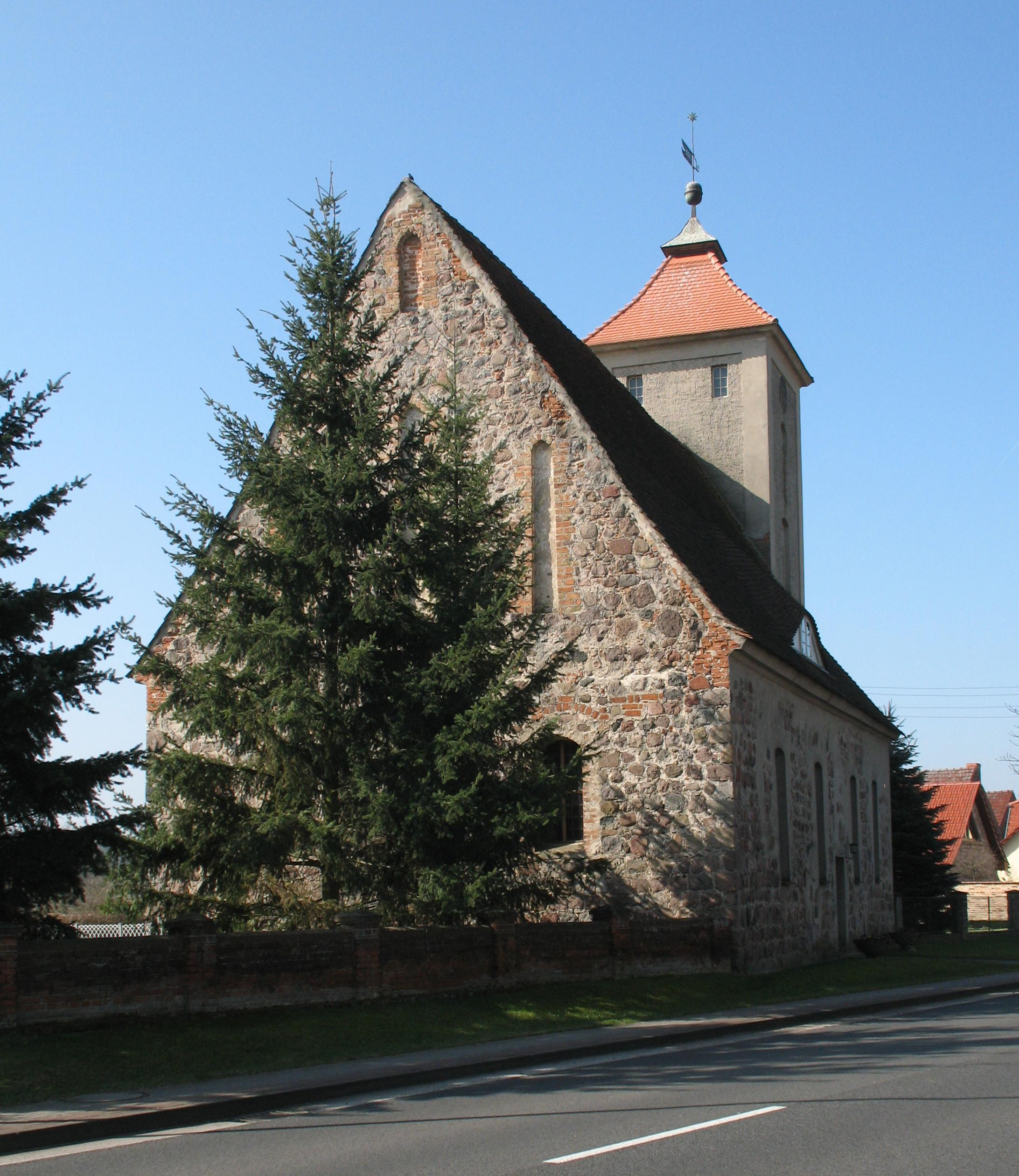
Église à Grieben
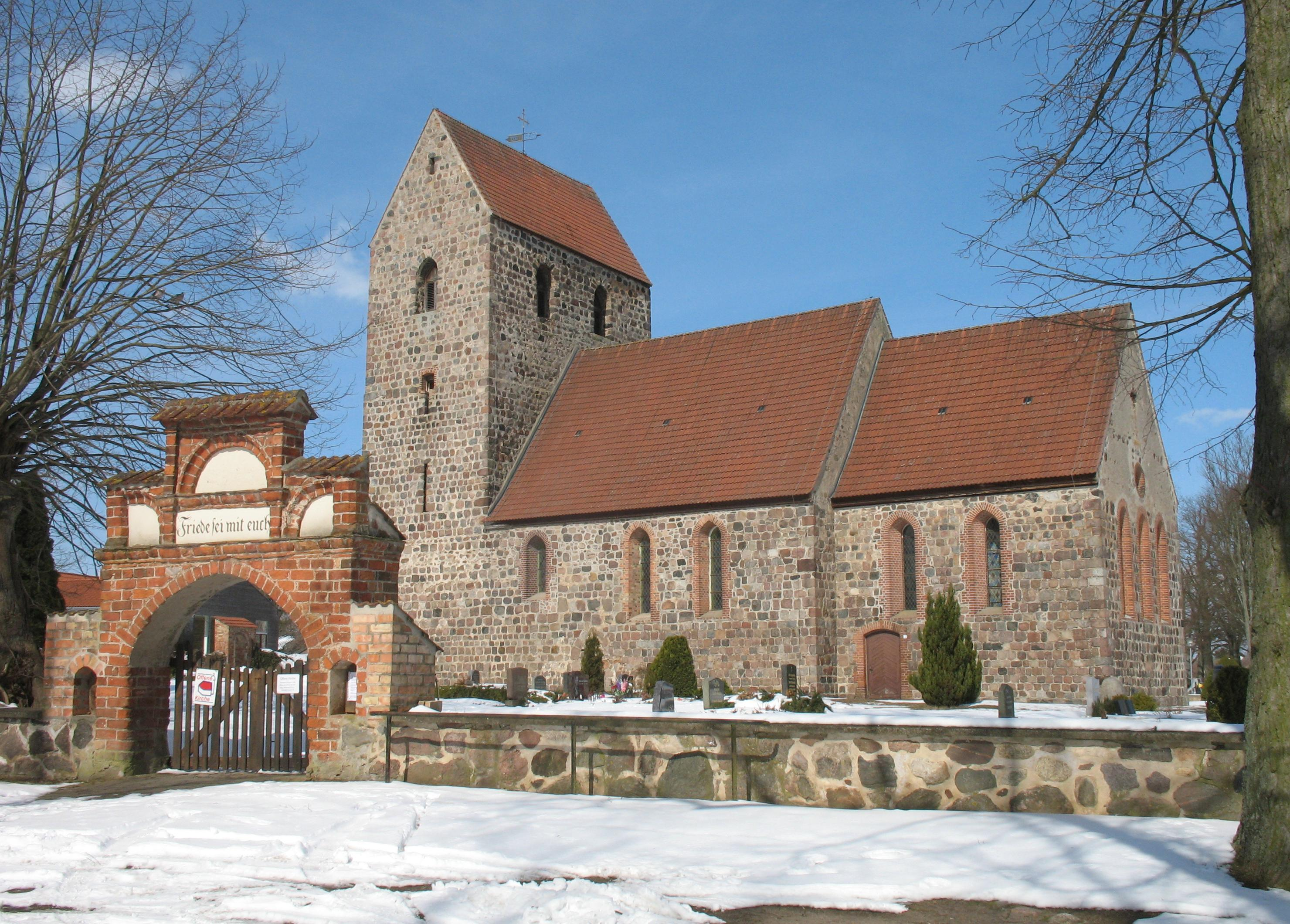
Église à Gutengermendorf
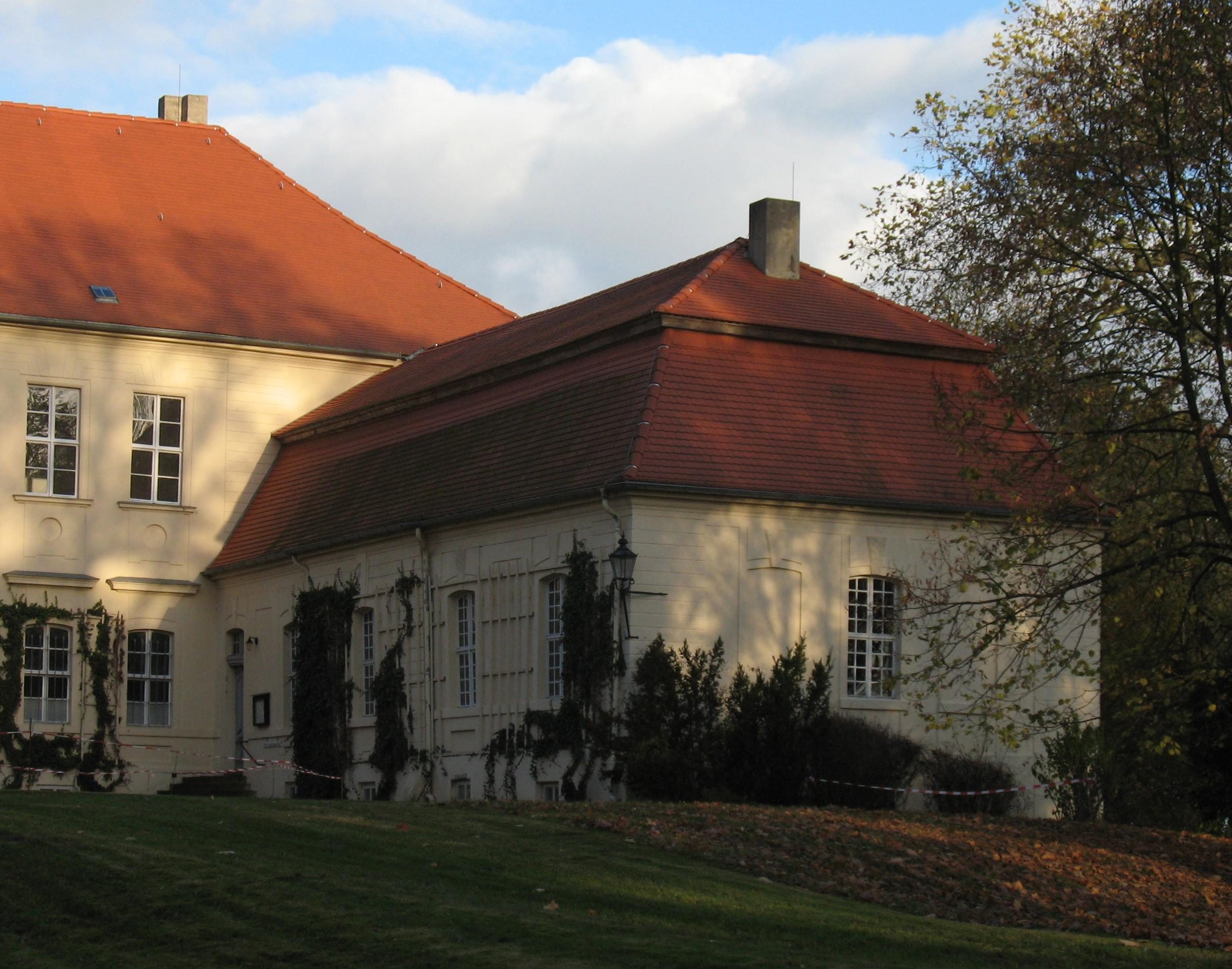
Chapelle à Hoppenrade
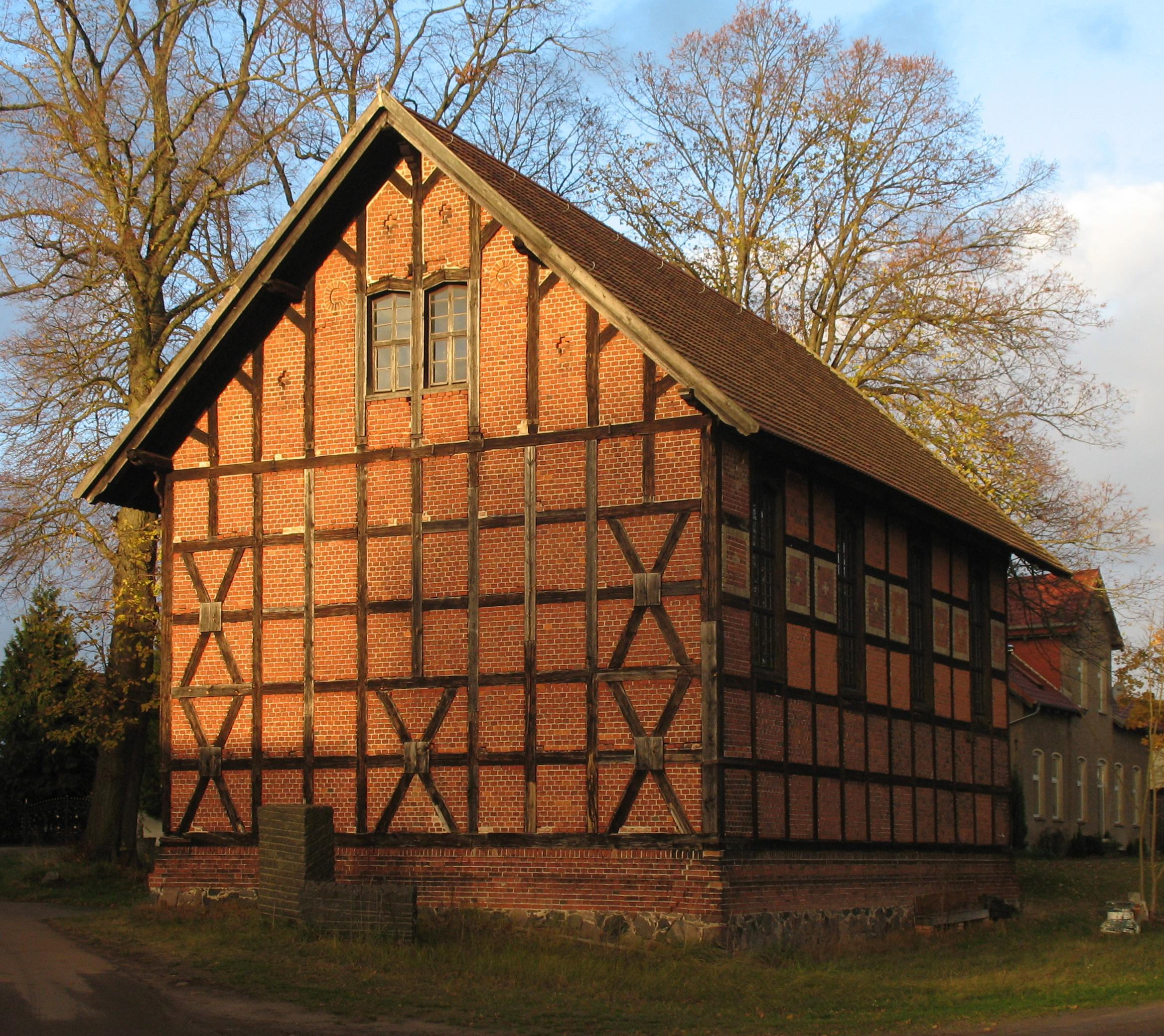
Église à Linde
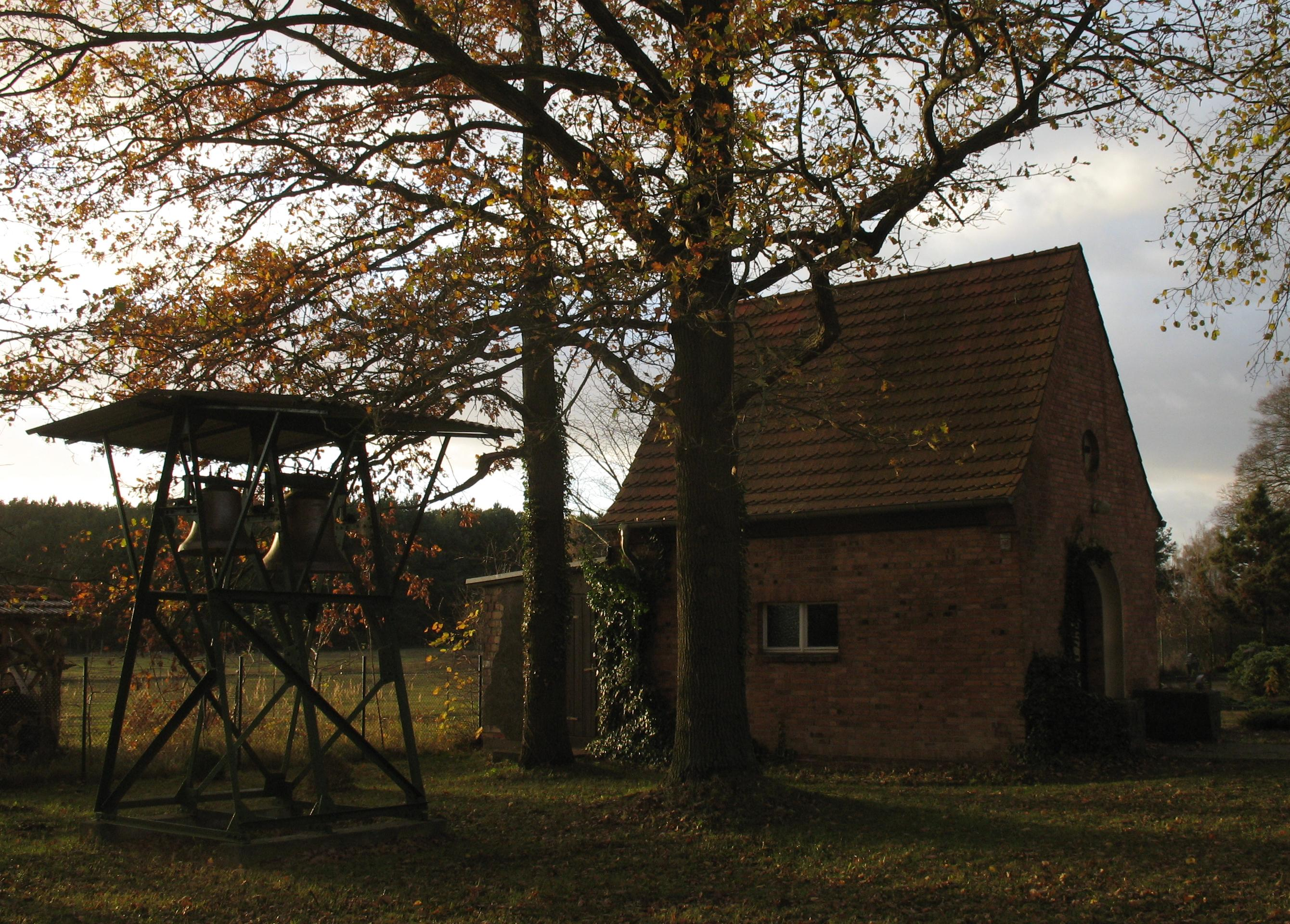
Chapelle à Linde
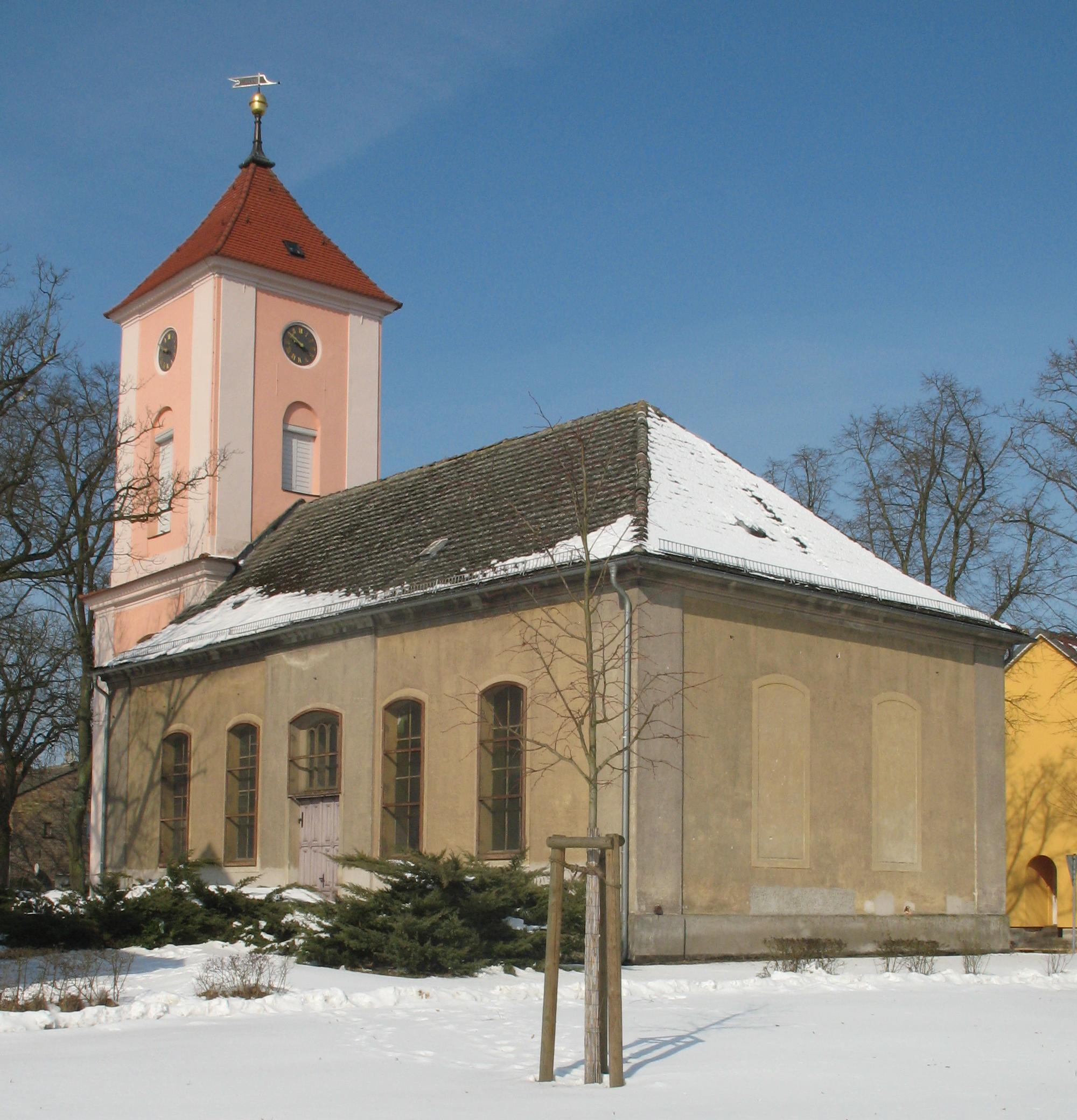
Église à Nassenheide